# La Petite Bibliothèque ronde
La Petite Bibliothèque Ronde ou bibliothèque des enfants de Clamart, anciennement La Joie par les livres, est une bibliothèque pour enfants de renommée mondiale, fondée par l'association La Joie par les livres dans le quartier populaire de la cité de La plaine au Petit-Clamart.
Elle est connue tant pour son architecture, classée au titre des monuments historiques, que pour son mode de fonctionnement qui en fait un lieu de vie pour les enfants de la cité.

## Historique
C'est grâce au mécénat d'Anne Gruner Schlumberger que la bibliothèque a ouvert en 1965.
À l'origine, trois bibliothécaires spécialisées ont constitué le fonds de cet établissement, dont deux avaient été formées à L'Heure Joyeuse : Lise Encrevé, Christine Chatain et Geneviève Patte qui dirigera la Joie par les livres jusqu'en mars 2001.
À la fin des années 1960 La Joie Par Les Livres a "engagé" des enfants comme aides bibliothécaires. 
Un reportage de la photographe Martine Franck fait la une de Life, l'impératrice du Japon même visite la bibliothèque. La bibliothèque a acquis une réputation pour sa pédagogie innovante : responsabilisation, ouverture sur le monde.[réf. nécessaire]
En 1972 l'État prend en charge le fonctionnement de la bibliothèque et de l'association La Joie par les livres qui est dissoute et qui deviendra le Centre national du livre pour enfant. Le 1er janvier 1997, La Bibliothèque de la Joie par les livres est rattachée à la Direction du livre et de la lecture (DLL), organe du ministère de la Culture. La DLL charge l'association des Amis de la Joie par les livres (AJPL) de gérer administrativement et financièrement la Joie par les livres.
La bibliothèque a dû cesser ses activités, à titre conservatoire, le 4 février 2006, suscitant la protestation des habitants du quartier. Le collectif « [Pour que vivent nos cités ! » a alors occupé le bâtiment, pendant deux semaines, exigeant sa réouverture[réf. souhaitée]. Le 18 février 2006, la bibliothèque a rouvert ses portes.
La bibliothèque est devenue une structure associative expérimentale, désormais gérée par l'association « La Petite Bibliothèque Ronde » présidée par Geneviève Patte puis par Olivier Ponsoye. La bibliothèque prend le nom de La Petite Bibliothèque Ronde tandis que le Centre national de la littérature pour la jeunesse et la Revue des livres pour enfants rejoignent le 1er janvier 2008 le département Littérature et Art de la Bibliothèque nationale de France.

## Une ouverture sur le monde
La vision fondatrice d’Anne Gruner Schlumberger pour le devenir de la bibliothèque dès la mise sur pied du projet associatif était de l’ouvrir aux facettes du monde et de suivre une mission internationale. Au moment de son ouverture en 1965, les bibliothécaires employés à Clamart avaient été formés en France, en plus d’avoir travaillé pour de prestigieuses bibliothèques étrangères. Accumulant divers mandants, comme promouvoir un réseau d’échange entre les acteurs du livre jeunesse, autant les éditeurs que les enseignants, de plus que développer un centre de documentation de livres diversifiés et publier une revue critique sur la littérature jeunesse de partout, l’association La Joie par les Livres, ainsi que la bibliothèque, se font connaître à l’étranger,. La bibliothèque héberge à l’été 1967 l’exposition «L’illustration contemporaine des livres pour enfants» produite par la Bibliothèque internationale de la jeunesse à Munich en Allemagne en collaboration avec l’association La Joie par les Livres, et ayant présenté 260 livres en provenance de 25 pays.
Dès 1976, elle accorde deux bourses par année pour accueillir des bibliothécaires internationaux, afin de forger des relations entre bibliothèques d’ici et d’ailleurs. Parmi leurs tâches, ces bibliothécaires sélectionnaient des titres provenant de leur pays natal pour les présenter aux enfants, puis communiquaient les réactions des jeunes aux éditeurs français. Les collections étaient alors les «meilleurs albums du monde entier présentés dans leur langue d’origine» (Patte, 1994, p. 9). Ainsi, par son accès aux autres pays, l’expérimentation de nouvelles approches et l’importance de la collaboration avec plusieurs types de professionnels, cette bibliothèque devient un point de référence dans le domaine. L’association La Joie par les Livres a poursuivi des réflexions sur l’innovation dans le milieu, grâce aux expériences produites à la Petite Bibliothèque ronde.

## Pionnier du numérique
La Petite Bibliothèque ronde a commencé une offre de service numérique dès les années 1980. Cette offre de services rapidement implantée à débuter par l’inclusion des premiers ordinateurs McIntosh, qui ont tout de suite cohabité avec les livres imprimés. Ainsi, l’initiative numérique à Clamart a été une réussite d’envergure à cause de cette cohabitation harmonieuse entre les livres et les technologies jusqu’au devenir le modèle en France pour l’introduction du numérique en bibliothèque. De plus, les bibliothécaires ont passé en revue des centaines de sites et logiciels pour sélectionner les plus adaptés. Le personnel de la bibliothèque était présent pour accompagner et encadrer les jeunes dans de nouvelles découvertes et pour affuter l’esprit critique face aux ressources web. La bibliothèque a embauché un médiateur multimédia pour déployer un Service multimédia dès 2002, ce qui était exceptionnel pour l’époque. Peu de bibliothèques en France avaient alors intégré le numérique en ses lieux, et encore moins embauché du personnel spécialisé.
En 2009, la stratégie de la bibliothèque s’est reposée entièrement sur le numérique. Il y a eu des études comparatives sur les savoir-faire numériques pratiqués en bibliothèque parmi divers pays pour choisir l’approche de la bibliothèque. De plus, la bibliothèque a débuté une présence en ligne, avec une page Facebook, un compte Twitter, une chaîne YouTube, ainsi qu’un blogue où les jeunes pouvaient rédiger des articles et participer à des discussions sur ce blogue. En 2010, la bibliothèque a initié le Prix du livre numérique jeunesse en partenariat avec des éditeurs français. Aussi, en 2010, la mise en valeur de sites classés selon l’âge et les sujets à travers un portail accessible sur leur site web.
En plus, la bibliothèque mise sur la création numérique, par exemple avec l’heure du conte numérique encore présent dans la proposition d’activités aujourd’hui. Cette heure du conte numérique prend plusieurs formes, par exemple, avec le récit d’une histoire suivit d'une activité de peinture numérique ou de dessins inspirés de l’histoire, auxquelles sont appliqués des techniques d’animation, ou encore l’enregistrement sonore des enfants qui racontent l’histoire.

## Menace de fermeture (2016)
En juin 2016, la bibliothèque est de nouveau menacée de fermeture, sur fond de mise en œuvre de travaux de rénovations. Un conflit s'ouvre entre l’établissement public territorial Vallée Sud Grand Paris (VSGP) auquel appartient la ville de Clamart et la Petite Bibliothèque Ronde, favorable à des travaux de rénovation planifiés en concertation avec la Direction Régionale des Affaires Culturelles (DRAC). Le 16 septembre 2016, le Conseil d'Administration de l'association refuse de faire déménager l'équipe de la bibliothèque dans des locaux temporaires proposés par la ville de Clamart, en raison d'une proposition de bail inapproprié et d'un manque de garanties de retour au sein de ses murs originels.
À partir du 4 octobre 2016, le territoire VSGP fait ériger une palissade de 3 mètres de haut autour de la Petite Bibliothèque Ronde, alors que la bibliothèque est toujours en activité et que la DRAC n'est pas impliquée dans le démarrage du chantier. Le territoire somme l’association de quitter les lieux sous 15 jours et fait accrocher sur les palissades des panneaux de communication invitant les usagers à fréquenter la médiathèque municipale François Mitterrand le temps des travaux.
Parallèlement, un collectif de soutien et de défense de la Petite Bibliothèque Ronde voit le jour. "Notre Petite Bibliothèque Ronde" rassemble des habitants de Clamart, des professionnels du livre, des bibliothécaires, des universitaires, des architectes du patrimoine, des conservateurs du patrimoine, des artistes et des citoyens sensibles à la cause. Les 8 et 19 octobre 2016, il organise deux rassemblements devant la bibliothèque, en soutien à l'équipe de la bibliothèque et ses usagers, et réclame le démontage immédiat des palissades et l'annulation de la démarche d'expulsion de l'association.
Une tribune intitulée "l'Appel de Clamart : Sauver la Petite Bibliothèque Ronde" et signée par six intellectuels est publiée dans Libération le 27 octobre 2016. Elle appelle la ministre de la Culture à s'emparer personnellement du dossier. Une médiation portant à la fois sur le monument historique et sur le devenir de l'association s'engage au niveau du cabinet de la ministre de la Culture, avec la volonté de créer un comité de pilotage impliquant l'association affectataire des lieux[réf. souhaitée].
En novembre 2016, la mise en place de la médiation entre la DRAC, la Petite Bibliothèque Ronde et le territoire VSGP échoue. La ministre de la Culture transfère la négociation sous l'égide du préfet des Hauts-de-Seine[réf. souhaitée].

## Architecture
Le bâtiment, construit par les architectes Gérard Thurnauer, Jean Renaudie, Jean-Louis Véret et Pierre Riboulet, membres de l'Atelier de Montrouge, a été inscrit au titre des monuments historiques depuis 1993. La bibliothèque des enfants de Clamart est classée monument historique depuis le 3 septembre 2009. Cette reconnaissance des pouvoirs publics permet aujourd'hui de préserver au mieux l'intégrité et la fonction de ce lieu unique.
La Petite Bibliothèque ronde est la première bibliothèque pour enfants de France qui a été complètement élaborée dès les plans d’architecture pour ce public cible. La plus grande partie des meubles de lecture est due à Alvar Aalto ; ils ont été choisis pour leur parfaite adaptation à la fonction et au lieu. Le mobilier fait désormais l'objet d'un classement et est donc protégé comme patrimoine du XXe siècle. Le projet architectural a été pensé dans l’optique d’offrir aux jeunes un endroit qu’ils pourraient s’approprier et leur donner le sentiment d’être dans une seconde maison .
Privilégiant les espaces de taille modeste, le bâtiment est constitué de pièces rondes de plain-pied au milieu des hauts immeubles du quartier. Gérard Thurnauer a conceptualisé une bibliothèque formée de huit cylindres, ainsi que d’un escalier circulaire et d'une cheminée. La symbolique du cercle a pour objectif de rappeler la chaleur familiale et un sentiment de protection.  La Petite Bibliothèque ronde a une pièce réservée pour la salle de lecture des tout-petits, ce qui est en soi une nouveauté en bibliothéconomie, car l’initiation à la lecture est un enjeu qui s’est développé que dans les années 1980. Cette salle est la plus intime et sécurisante, puisqu’il faut descendre une marche et que le plafond est plus bas, avec des fenêtres adaptées à la taille des enfants. Une seconde salle de lecture pour les plus grands comprend des portes qui ouvrent sur le jardin qui se volait être une autre salle de lecture à ciel ouvert.

## La bibliothèque aujourd'hui

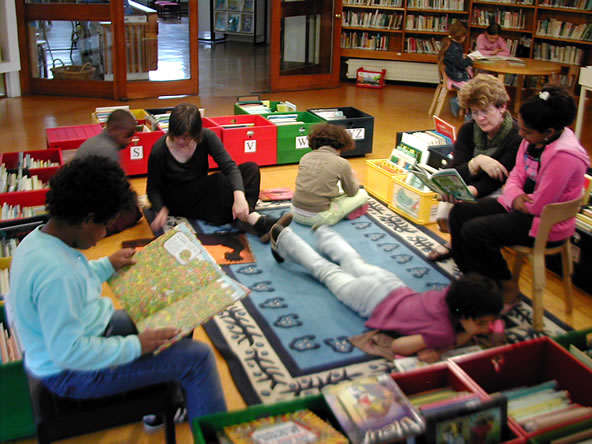

Le nouveau projet de la bibliothèque des enfants de Clamart, renommée La Petite Bibliothèque Ronde, est confronté à un enjeu actuel : la crise de la culture livres que chez les enfants qui lui préfèrent la culture d'écran. C'est pourquoi, depuis 2011, la bibliothèque de Clamart s'est donné comme pari le numérique en introduisant le multimédia adapté aux enfants. Les initiatives des enfants sont également privilégiées pour les faire participer activement à la vie de la bibliothèque.
Les fonds documentaires et l'équipement informatique ont été cédés à la ville de Clamart qui met à disposition de l'association le fonds ainsi acquis des « Amis de la Joie par les Livres ». Ce nouveau projet reçoit le soutien du Service du Livre et de la Lecture (ex-DLL), de la ville de Clamart et de plusieurs mécènes.
L'association La Petite Bibliothèque Ronde élabore des médiations et des partenariats à plusieurs échelles : en accueillant les publics dans ses locaux (familles, enseignants, professionnels de la petite enfance, etc.) pour proposer des médiations autour du livre, en agissant « hors les murs » pour aller au-devant des publics qui sont le plus éloignés de la lecture et du livre, et en allant à la rencontre des professionnels dans toute la France et parfois à l'étranger. La bibliothèque inscrit ces actions dans un ou plusieurs axes clefs d'Éducation artistique et culturelle.
Les missions de la bibliothèque s'articulent ainsi autour de trois axes :
- L'éveil des tout-petits (médiations dédiées, collection spécifique, ateliers avec des artistes, accompagnement de projets, formations pour les professionnels...)
- L'éducation artistique et culturelle des 3-12 ans (rencontre avec des artistes et des oeuvres, sensibilisation à la pratique artistique, co-construction de projets scolaires, périscolaires et extrascolaire, coordination de projets sur le territoire...)
- La lutte contre les inégalités d'accès au livre et à la lecture (mise en place de rencontre avec le livre là où on ne l'attend pas forcément : distribution alimentaires des Restos du Coeur, auprès des enfants suivis par l'Aide Sociale à l'Enfance, personnes sous main de justice...).

Enfin, l'équipe de la bibliothèque partage son expérience avec les professionnels intéressés via des événements spécifiques (journées d'étude, colloques...) et en publiant La rOnde, sa publication annuelle qui donne la parole à d'autres professionnels autour d'une thématique particulière (le kamishibaï, le numérique, le théâtre, l'éveil, l'éducation artistique et culturelle...).

## Photos

Auteur : Adrian Koss
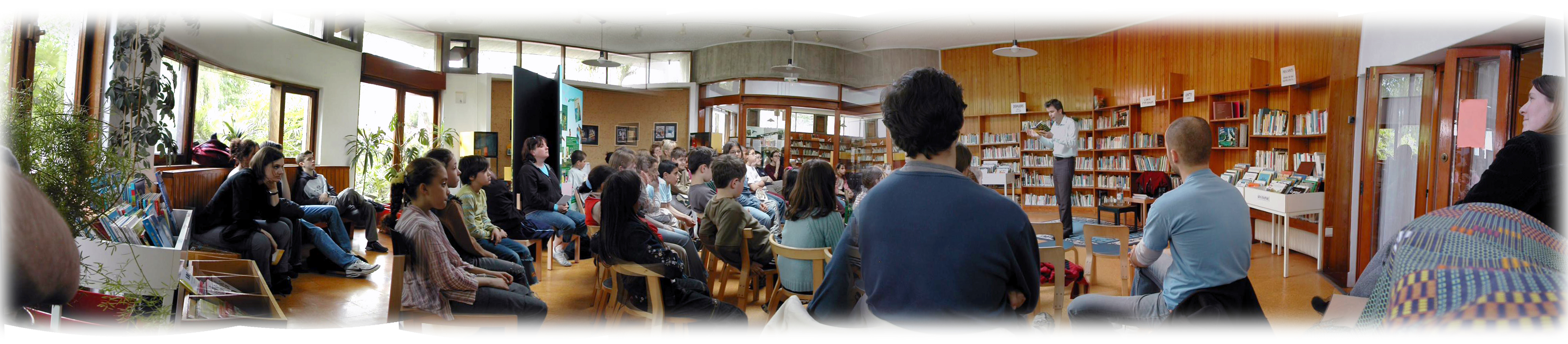
Panorama 2 salle moyenne, Petite Bibliothèque Ronde
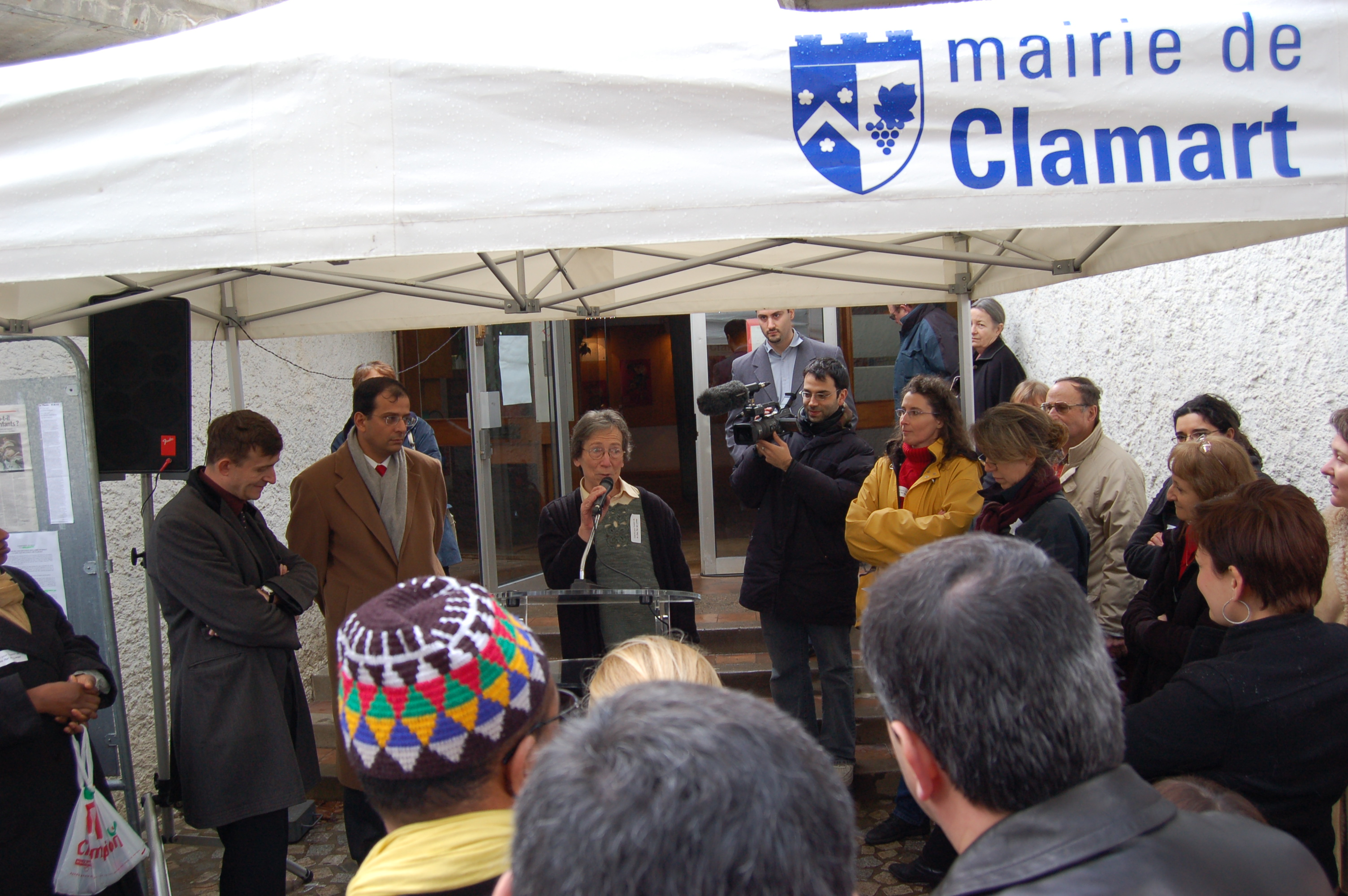
Discours de Geneviève Patte devant l'entrée de la bibliothèque, le 18 février 2006
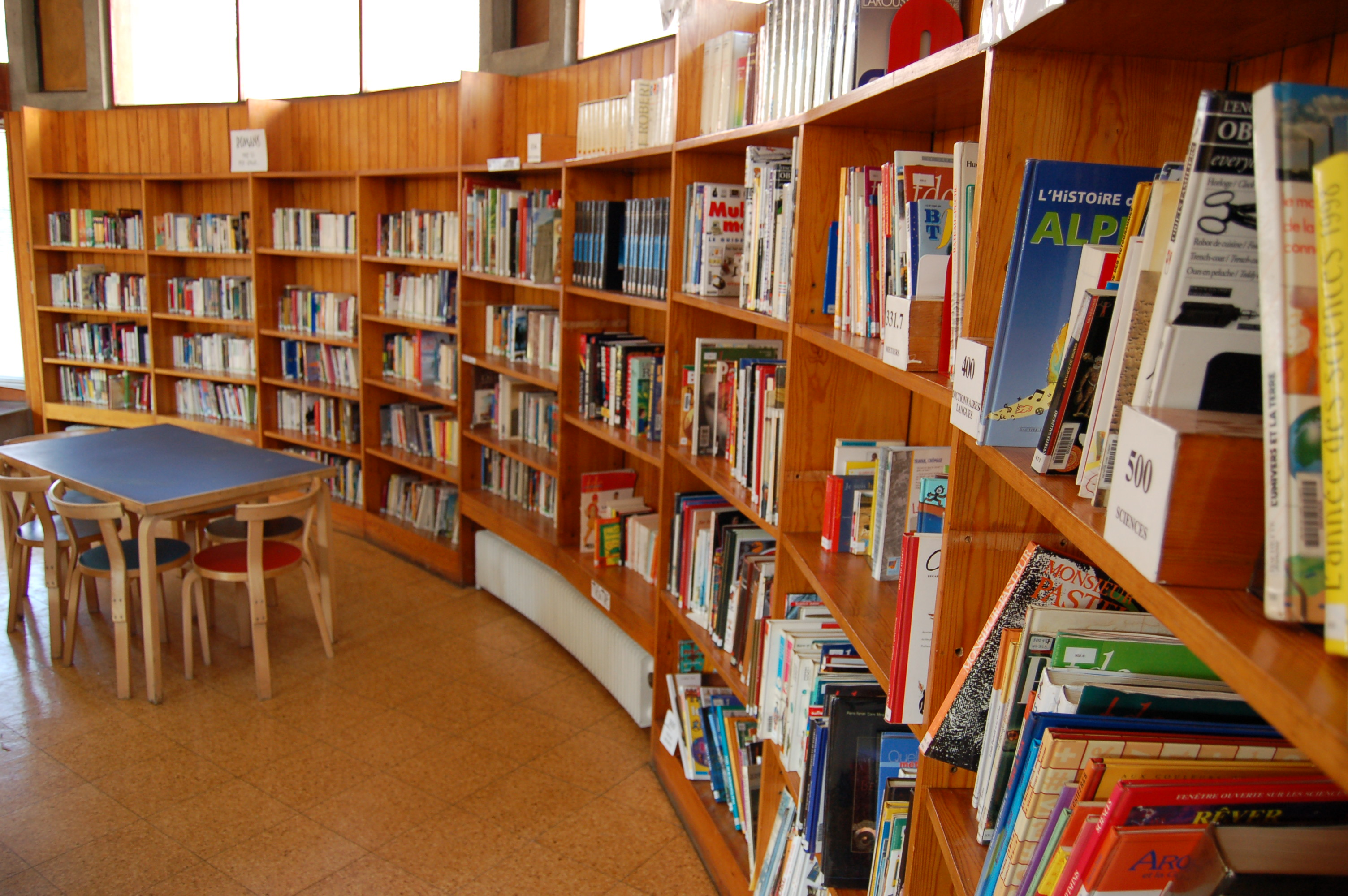
Étagères
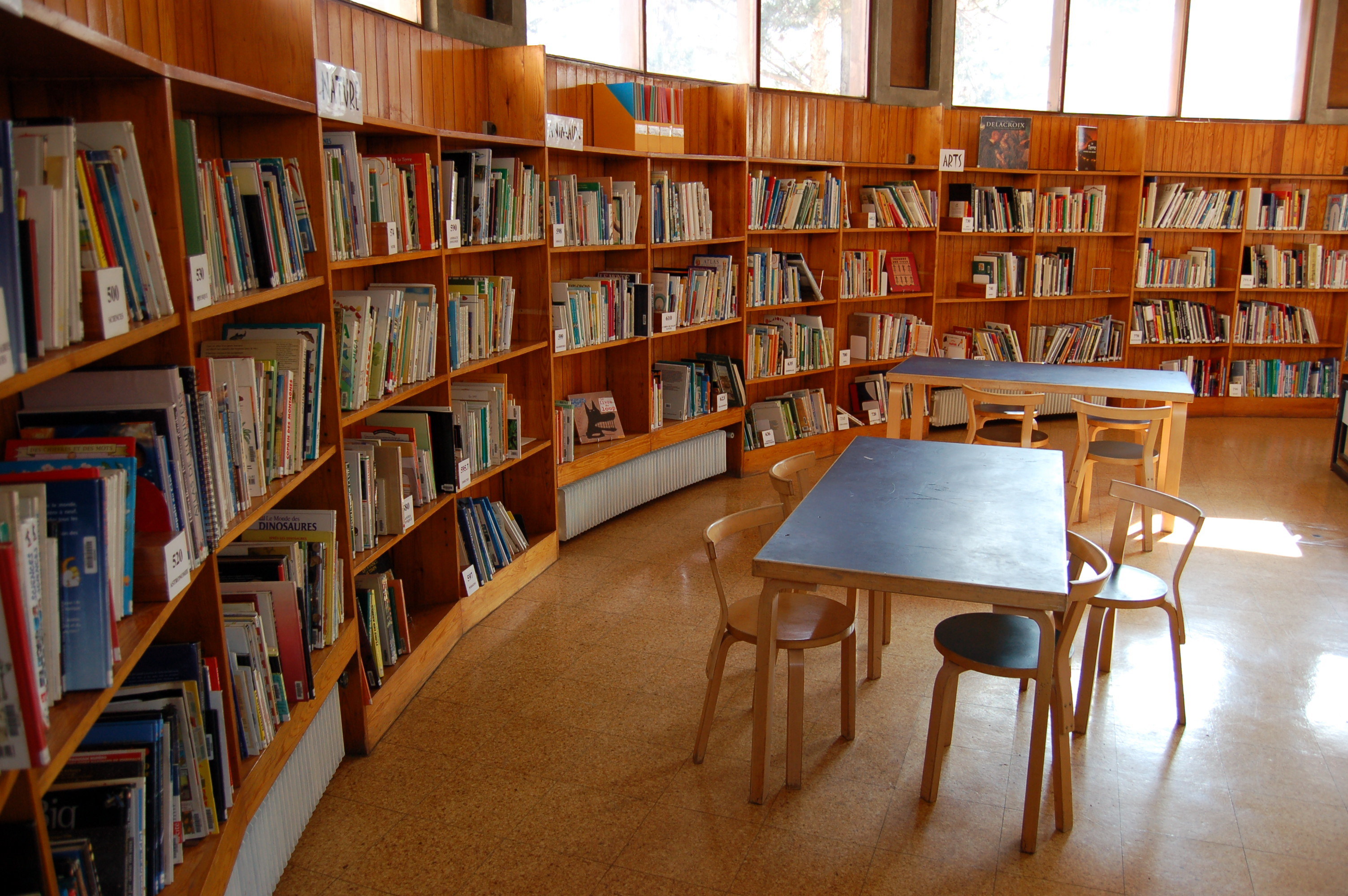
Étagères 1, Petite Bibliothèque Ronde
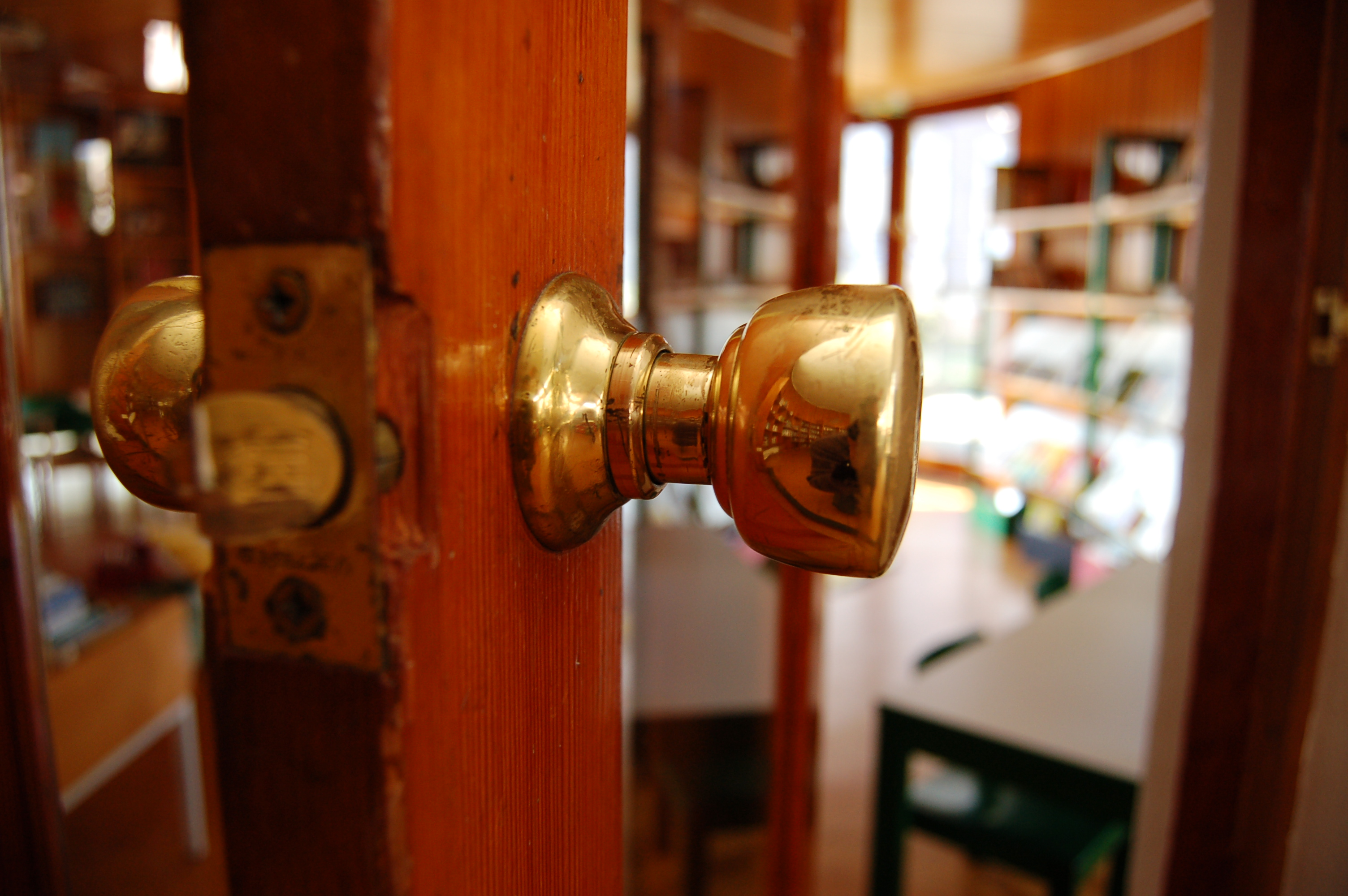
Détail de la porte d'accès à la petite salle
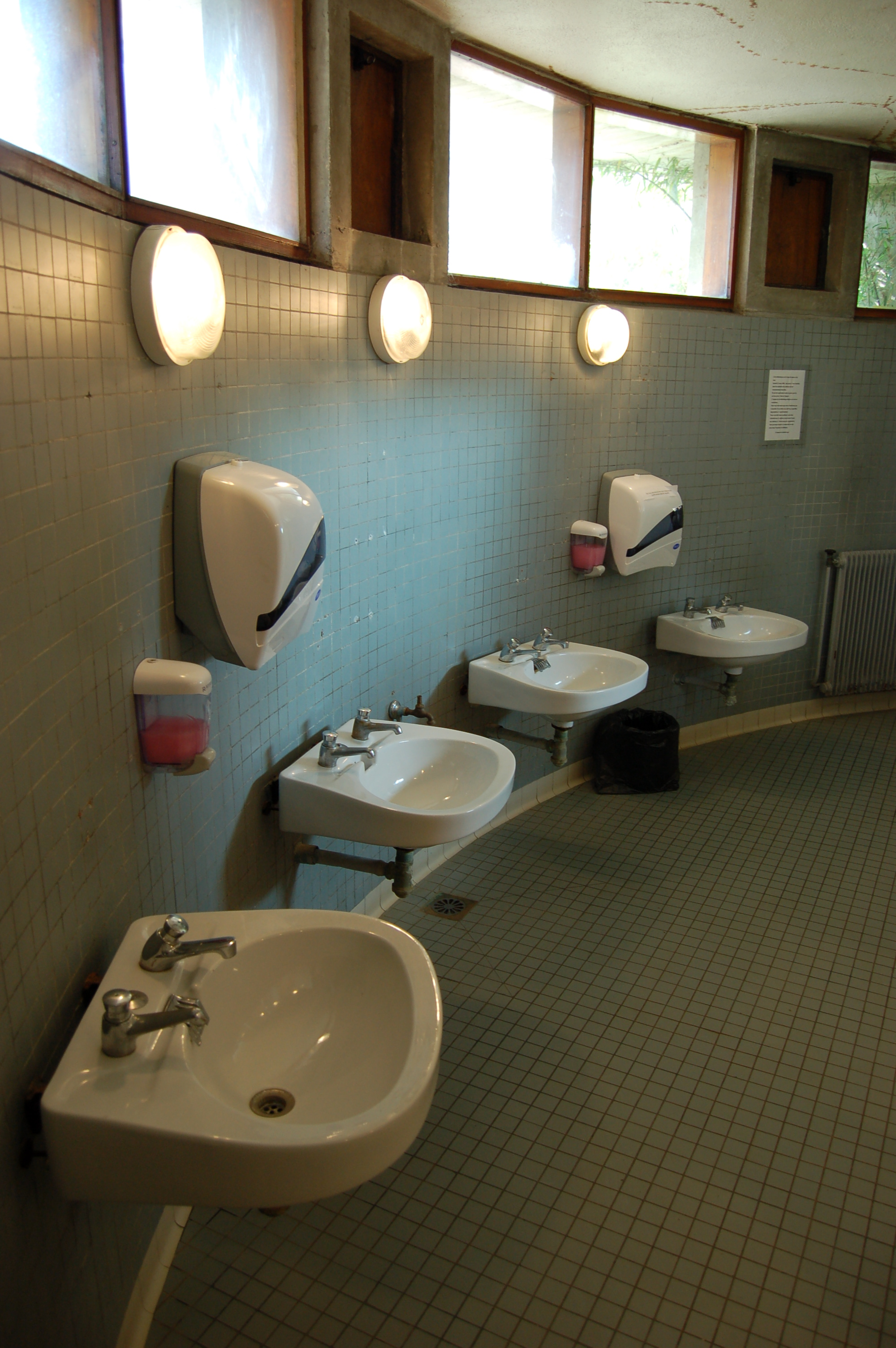
Toilettes
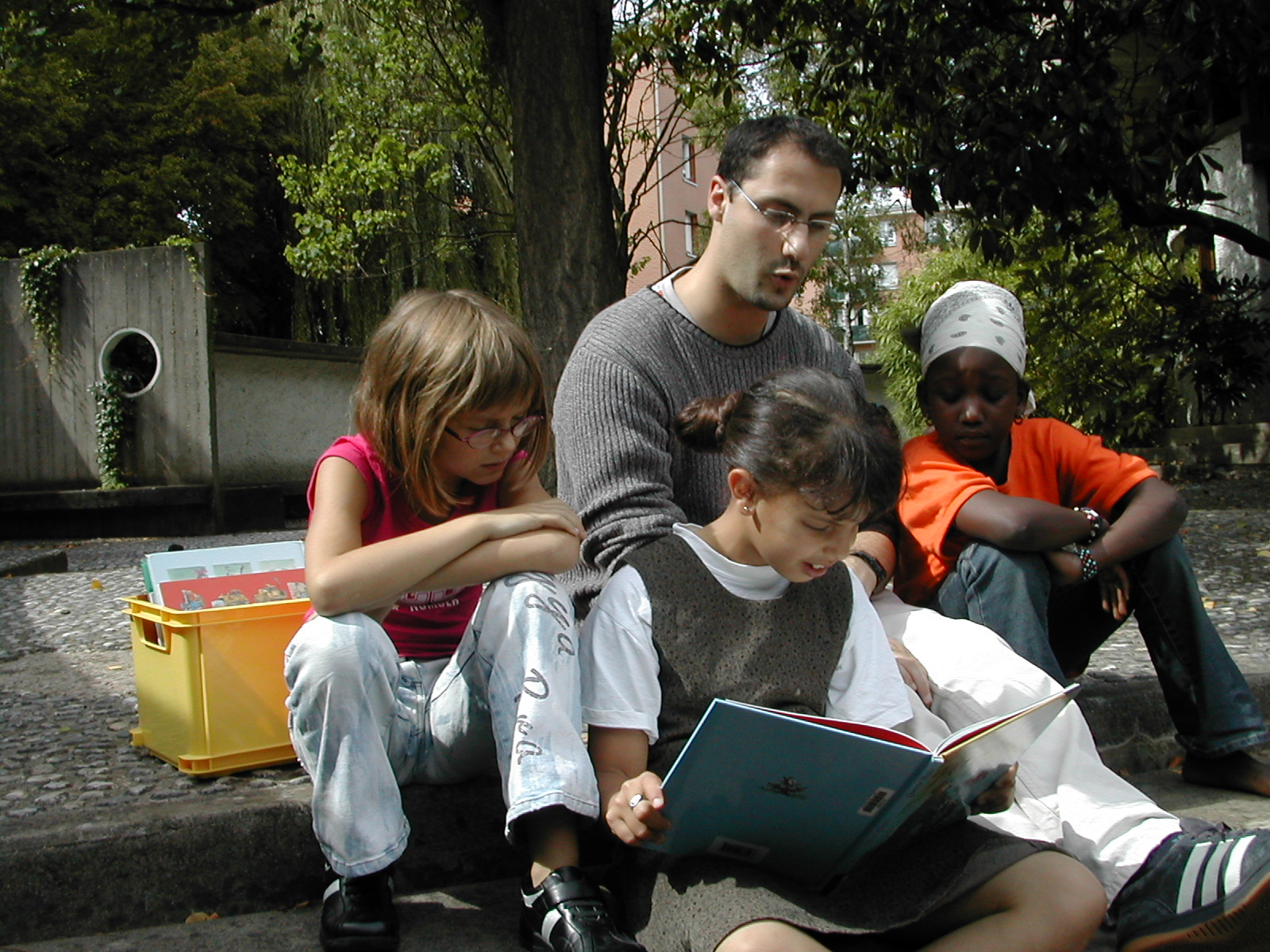
Moment de lecture dans le jardin
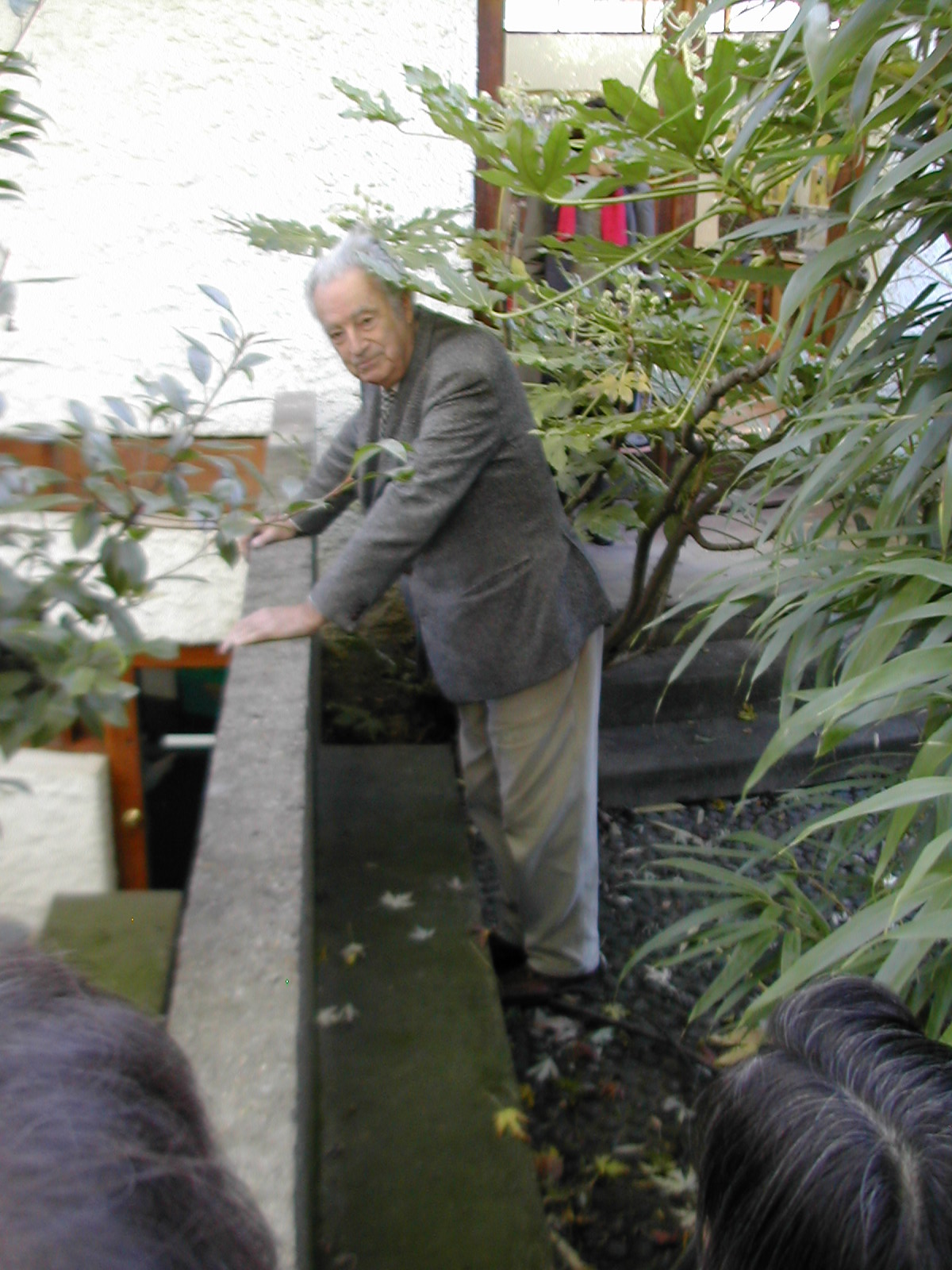
Gérard Thurnauer, architecte de la bibliothèque, dans le jardin
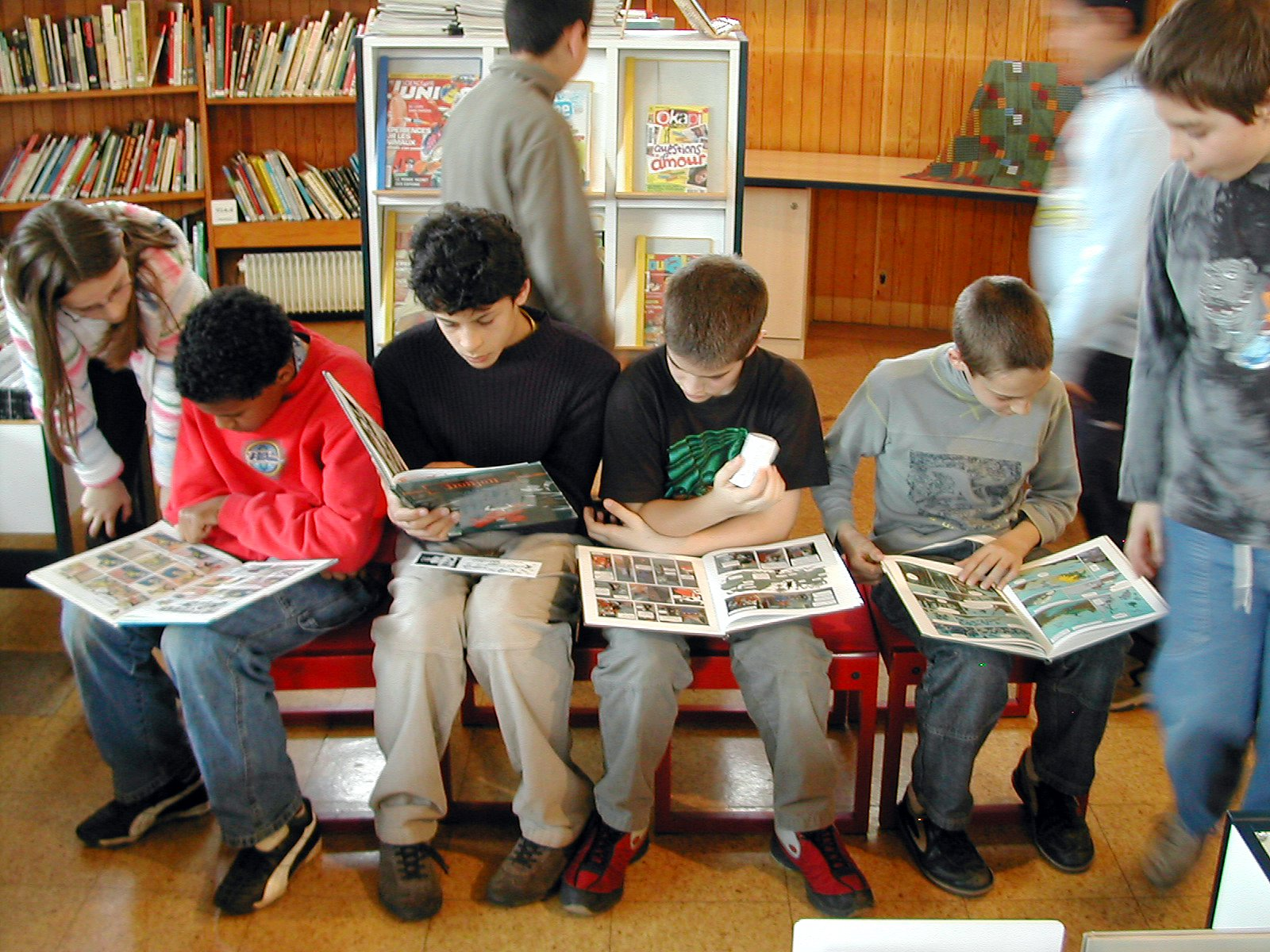
Lecteurs de bédés, grande salle
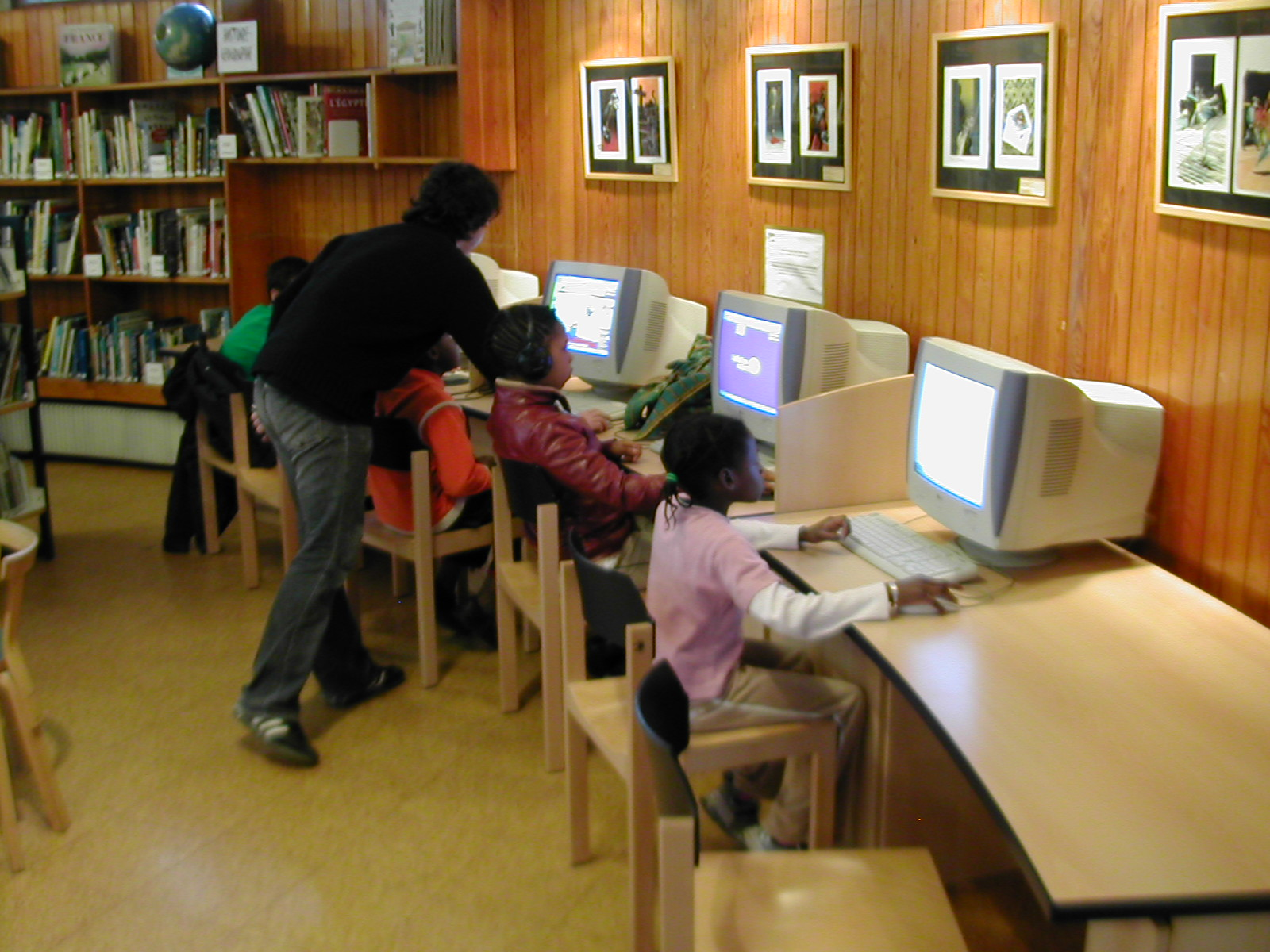
Espace informatique, grande salle
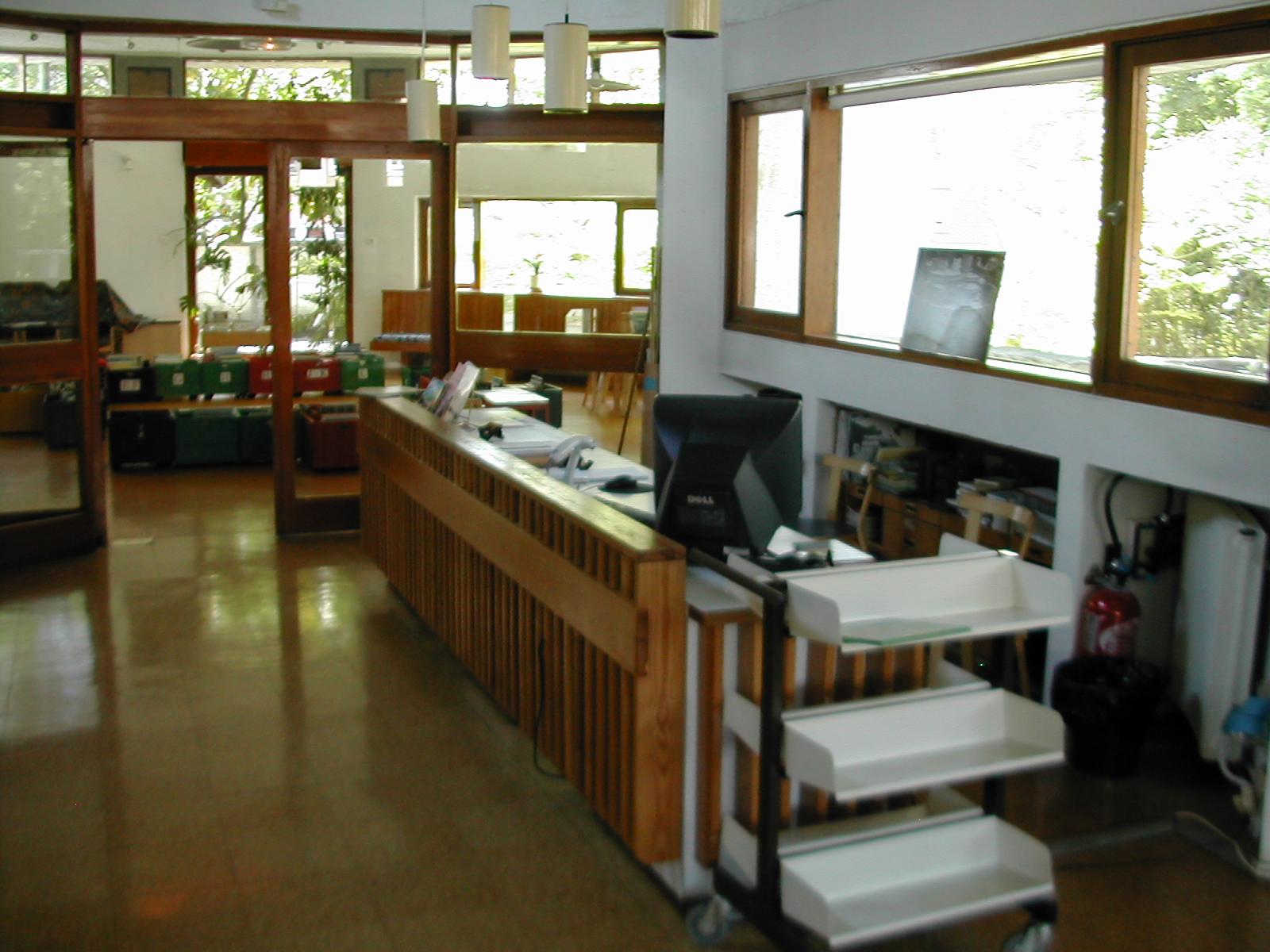
Banque de prêt
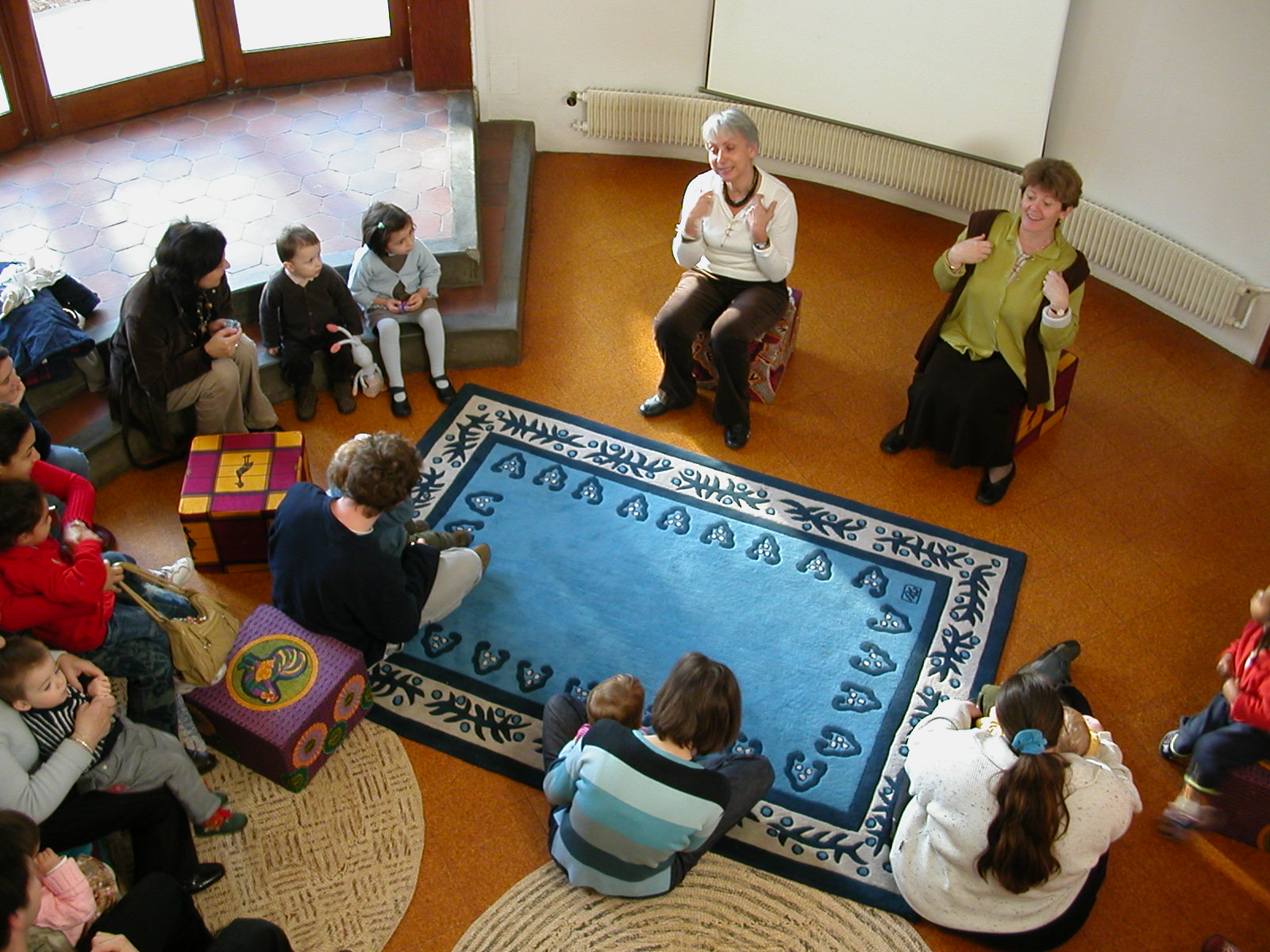
Salle du conte, moment de conte
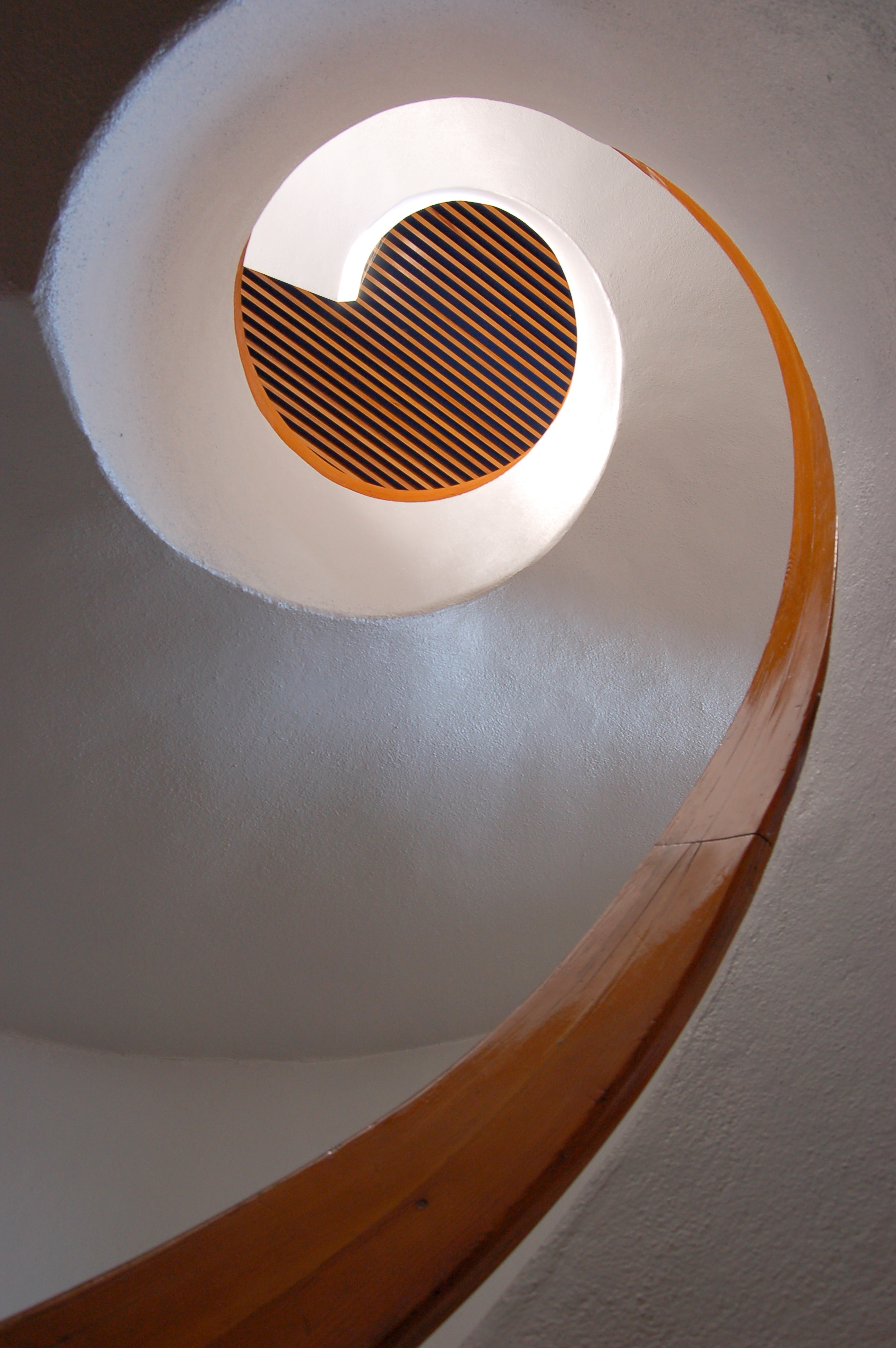
Escalier en colimaçon, vue d'en bas

## Film
Un documentaire de cinquante-quatre minutes, intitulé "La bibliothèque est à nous", a été tourné au sein de la Petite Bibliothèque Ronde d'avril à juillet 2015. Il a été distingué par le Prix du Meilleur Documentaire au SiciliAmbiente Documentary Film Festival édition 2016.
Il a été coproduit par la Petite Bibliothèque Ronde, Les Hautes Lumières et Le Fresnoy, Studio National des Arts Contemporains, avec le soutien du Ministère de la Culture et de la Communication et le concours de Laissez-les lire ! et Échanges et Bibliothèques.
Réalisé par Kaspar Vogler, le film se penche notamment sur la question de l'indépendance du lieu à travers son demi-siècle d'existence.